# Luke Fildes

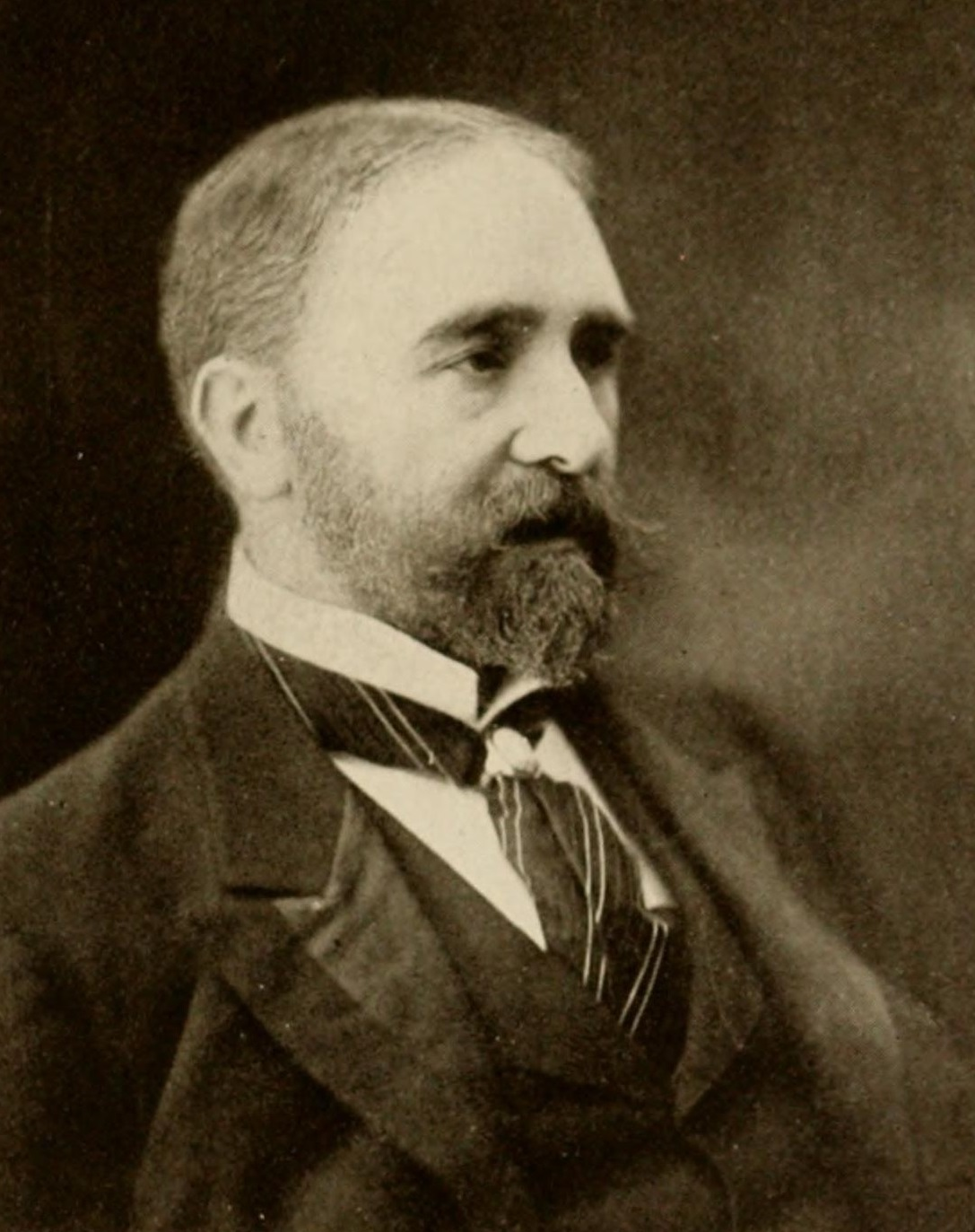
Samuel Luke Fildes.

Samuel Luke Fildes (Liverpool, 3 oktober 1843 – Londen, 28 februari 1927) was een Engels kunstschilder. Hij werkte in een academische stijl.

## Leven en werk

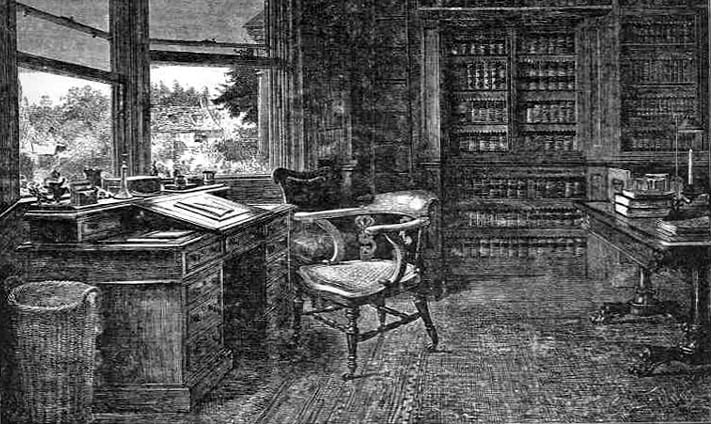
The Empty Chair (The Graphic, 1870)

Fildes bezocht de Royal College of Art, waar hij werd opgeleid in een academische stijl en bevriend raakte met Hubert von Herkomer. Hij begon zijn carrière als illustrator voor Londense dagbladen en tijdschriften, zoals The Graphic,  Cornhill Magazine en Once a Week. Ook illustreerde hij Het mysterie van Edwin Drood, het boek waaraan Charles Dickens tot zijn dood werkte. Fildes maakte de dag na het overlijden van de schrijver de prent De lege stoel, die in 1870 gepubliceerd werd in The Graphic. De prent werd wereldwijd een succes en was voor Vincent van Gogh in 1888 een inspiratiebron voor Gauguins stoel.

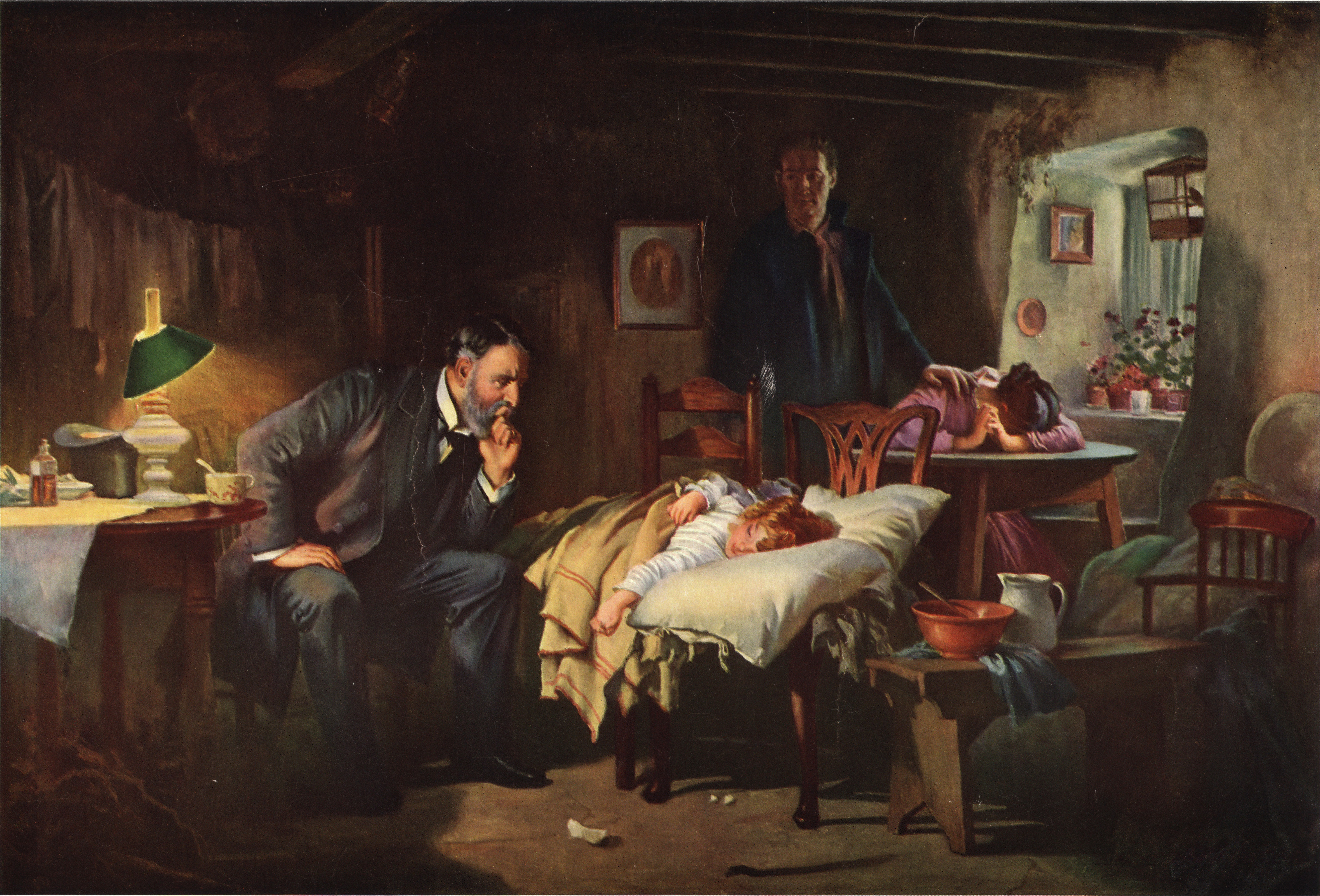
De dokter, 1891.

In 1874 maakte Fildes een studiereis naar Venetië, welke hem inspireerde tot een reeks Italiaanse taferelen. Vervolgens maakte hij lange tijd vooral sociaal geëngageerde genrewerken. De dokter (uit 1891, een herinnering aan de dood van zijn oudste zoon aan tuberculose, twaalf jaar eerder) geldt daarvan als zijn meest bekende werk. 
Vanaf de jaren 1890 zou Fildes vooral naam maken als portretschilder. Hij werkte veelvuldig ook voor het Engelse hof en maakte onder andere het staatsieportret van Eduard VII bij diens kroning tot koning in 1901. In de periode van 1908 tot 1910 verkreeg hij ook grote bekendheid als tekenaar van karikaturen voor Vanity Fair, onder het pseudoniem ELF.
Fildes was lid van de Royal Academy of Arts, werd benoemd tot Knight Bachelor en opgenomen in de Koninklijke Orde van Victoria. Hij was de vader van patholoog Paul Fildes. In 1927 overleed hij, 83 jaar oud. Diverse van zijn werken zijn te bezichtigen in de National Portrait Gallery en Tate Gallery te Londen.

## Galerij

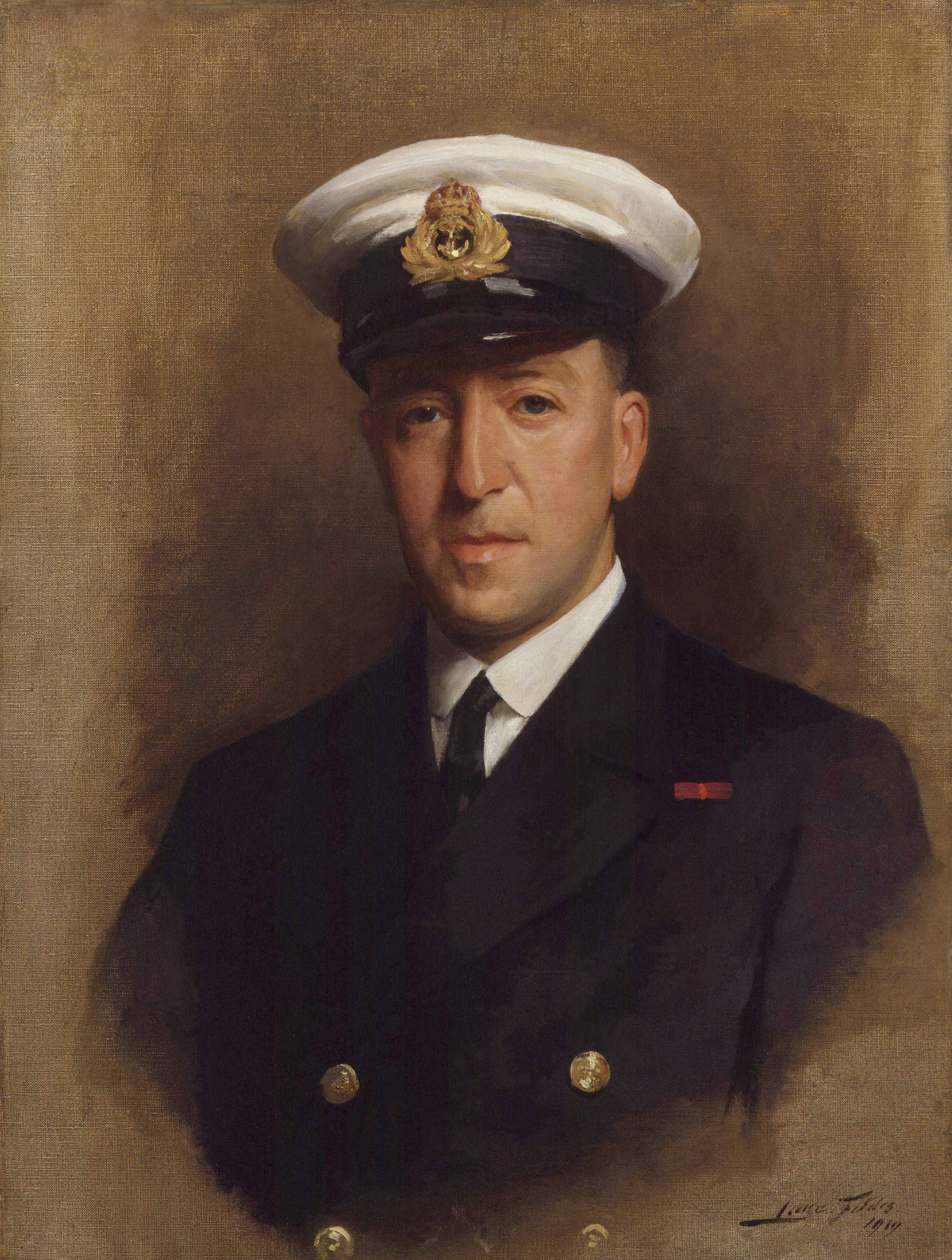
Paul Fildes
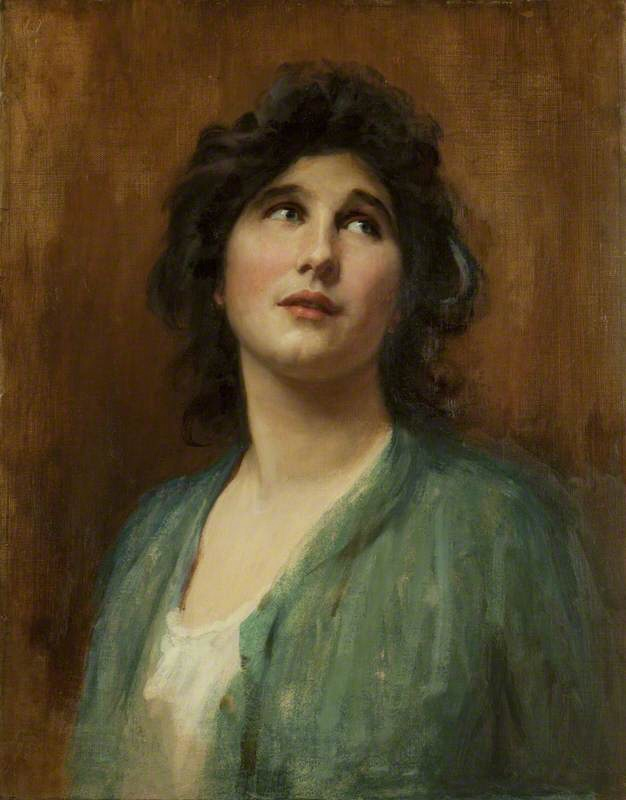
portret van een vrouw
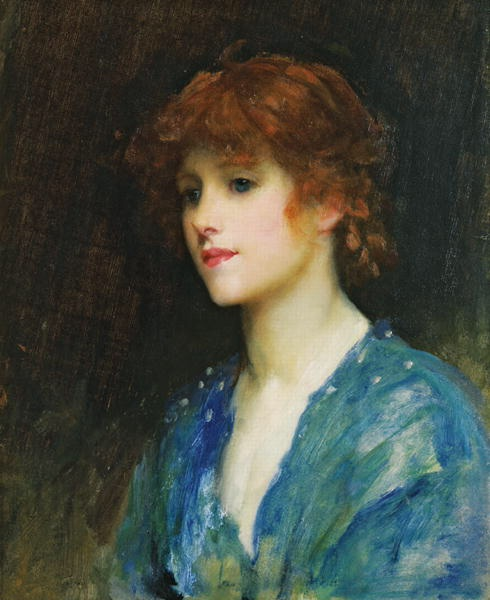
Venetta
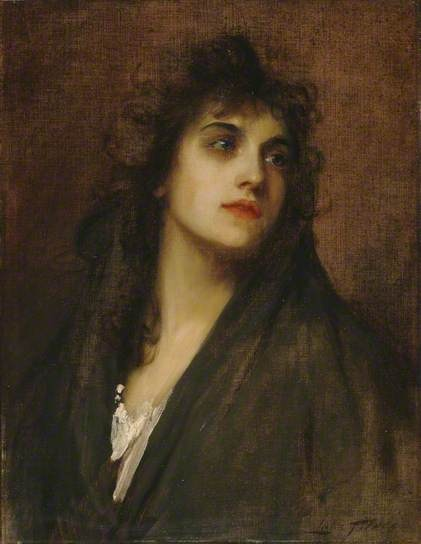
Portret van een vrouw
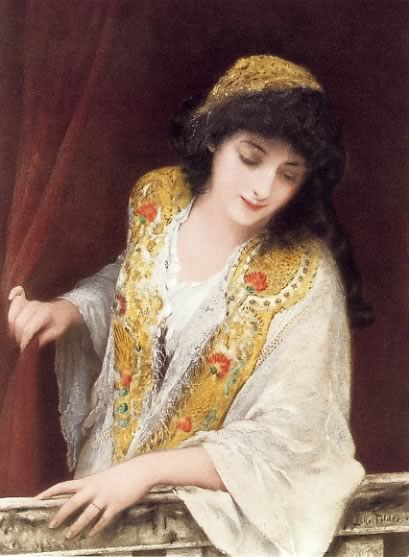
Jessica
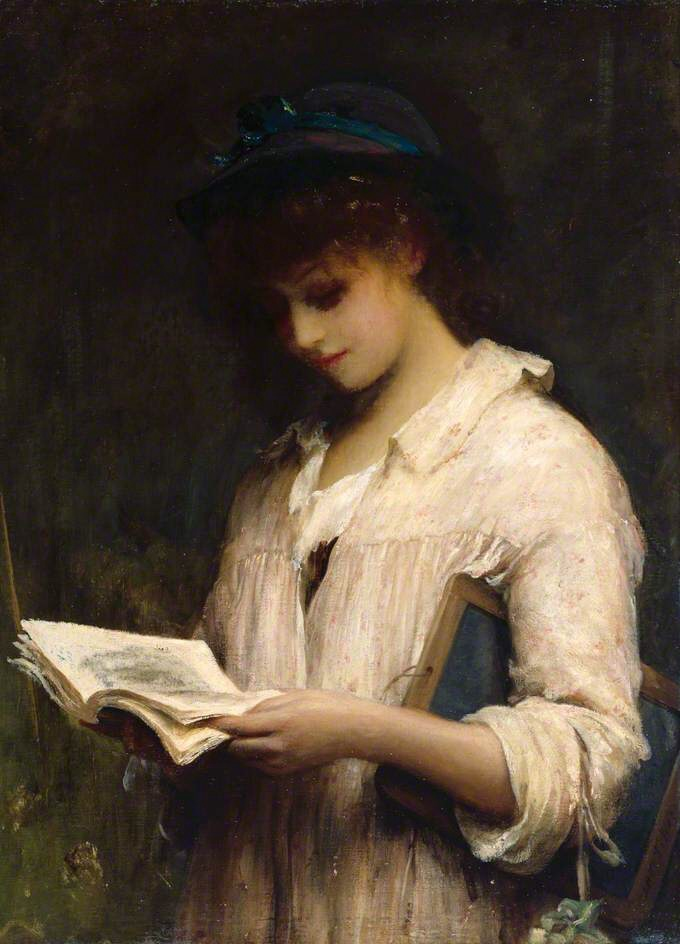
Lezend meisje
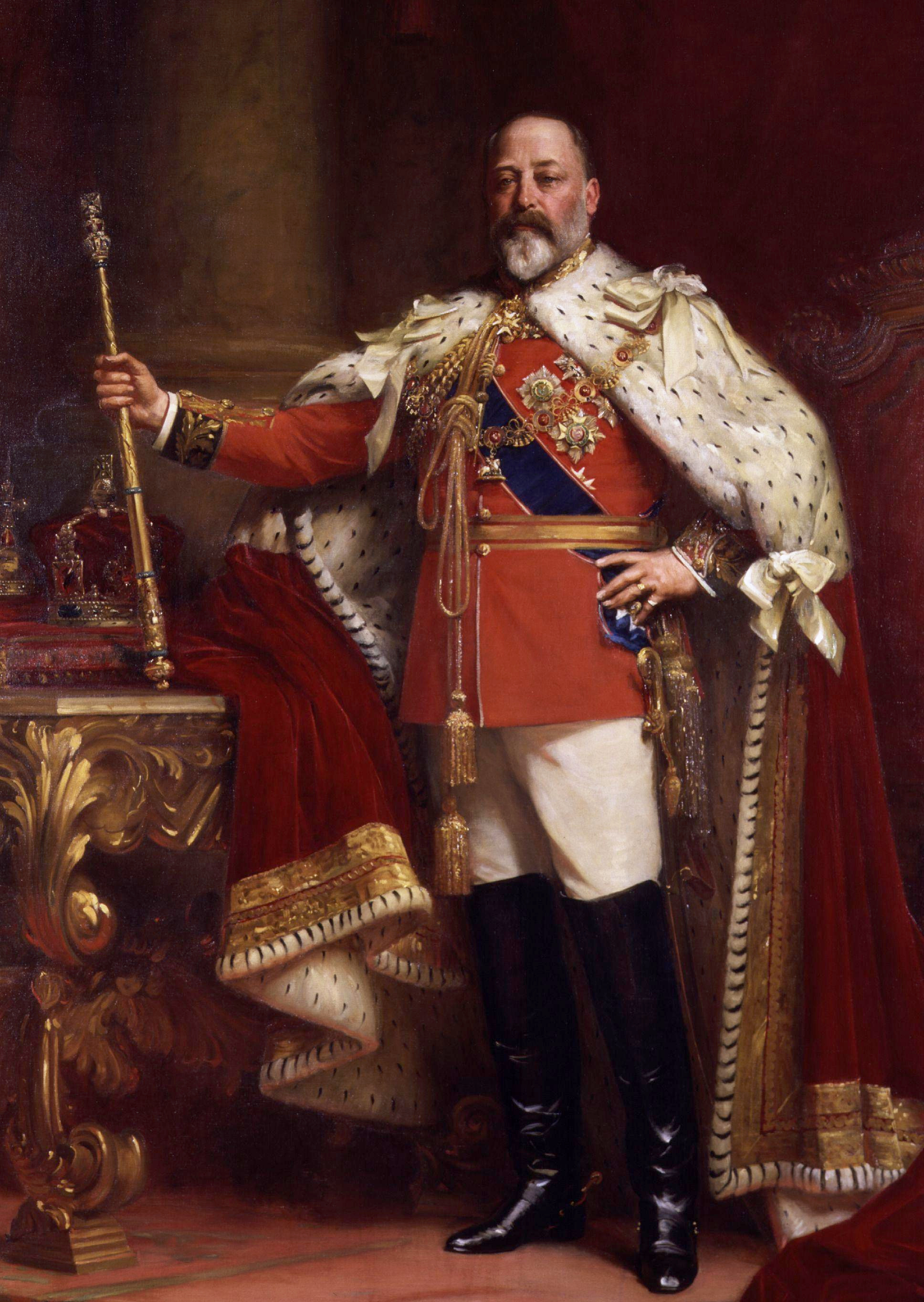
Eduard VII, 1901
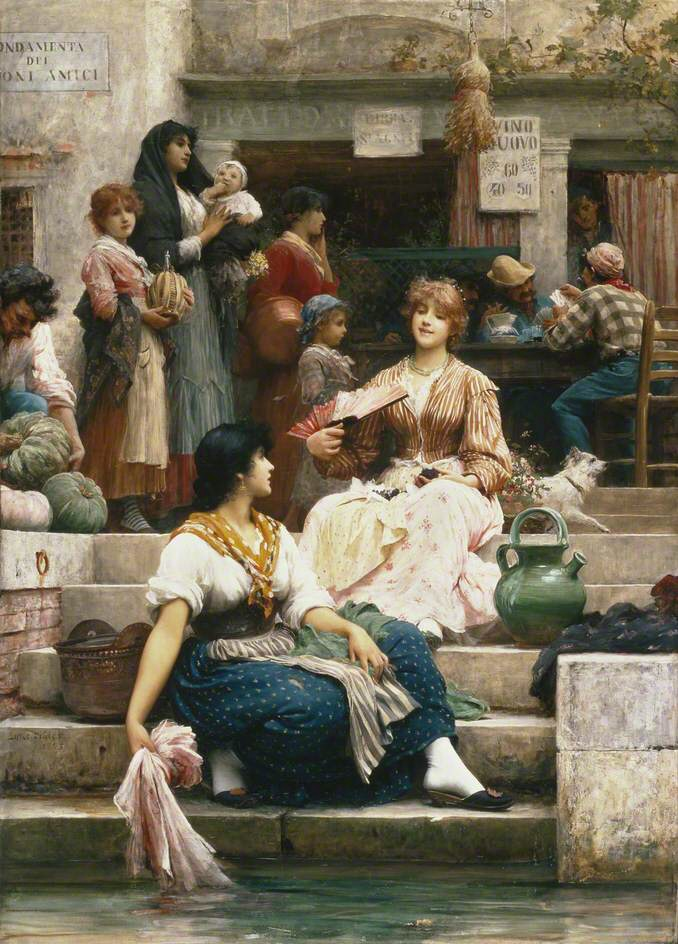
Tafereel in Venetië